# Tapalqué
Tapalqué è una città dell'Argentina, capoluogo dell'omonimo partido nella provincia di Buenos Aires.